# 기성역 (금강산선)
기성역(岐城驛)은 지금의 조선민주주의인민공화국 강원도 창도군에 위치했던 금강산선의 철도역이다.

## 연혁
- 1929년 4월 15일 : 창도~현리 간 개통과 함께 기성리역(岐城里驛)으로 영업 개시[1]
- 일자 불명[2] : 기성역으로 개칭
- 1944년 10월 1일 : 불요불급선 전시선로공출 명령에 의해 창도~내금강 간 49.0 km 선로 철거, 폐선.